# Shelton Benjamin
Shelton Benjamin (9 de juliol del 1975 -) és un lluitador professional estatunidenc que treballa a la marca Smack Down de World Wrestling Entertainment (WWE).